# Rastrococcus rubellus
Rastrococcus rubellus är en insektsart som beskrevs av Williams 1989. Rastrococcus rubellus ingår i släktet Rastrococcus och familjen ullsköldlöss. Inga underarter finns listade i Catalogue of Life.